# Родео (муниципалитет)
Родео (исп. Rodeo) — муниципалитет в Мексике, входит в штат Дуранго. Население 11 231 человек.

## История
Город основан в 1915 году .